# Maria Geboortekerk ('s-Hertogenbosch)
De Maria Geboortekerk is een voormalige parochiekerk in de Noord-Brabantse stad 's-Hertogenbosch, gelegen aan de Evertsenstraat 35. Later werd het een gereformeerde kerk.

## Geschiedenis
Deze kerk werd gebouwd voor de Bossche wijk De Kruiskamp. In 1965 werd hier een parochie opgericht. De kerk werd bediend door de paters Assumptionisten. Als noodkerk werden twee houten gebouwtjes gebruikt: de 'zwarte kerk' en de bruine kerk. In 1971 werd de definitieve Maria Geboortekerk in gebruik genomen. Architect was Erik Elemans. De noodkerkjes werden toen gesloopt.
In 1999 werd de Maria Geboortekerk gesloten. De parochies in 's-Hertogenbosch-West fuseerden tot de Emmaüsparochie en de parochianen gingen kerken in de Sint-Annakerk.

### Gereformeerde kerk
De Bossche gemeente van de Gereformeerde Kerken vrijgemaakt beschikte over een kerkgebouw uit 1962, dat echter niet meer aan de eisen voldeed. De Vrijgemaakten kochten de Maria Geboortekerk in 2000 en in 2001 werd hier de eerste dienst gehouden. De kerk stond sindsdien bekend als Gereformeerde Kerk. De kerk aan de Oude Havenstraat werd in 2001 gesloopt.
Ook andere kerkgenootschappen maken wel gebruik van deze kerk, zoals de Armeense Pinkstergemeente en de Nederlandse Gereformeerde Kerken.

## Gebouw
Het betreft een sober, doosvormig gebouw zonder toren.